# مارتین کنوسپ
مارتین کنوسپ (آلمانی: Martin Knosp؛ زادهٔ ۷ اکتبر ۱۹۵۹) کشتی‌گیر اهل آلمان بود.